# Old Spice
Old Spice là thương hiệu của Mỹ, chuyên về chăm sóc sắc đẹp nam, bao gồm các sản phẩm như: chất khử mùi - ngăn mồ hôi, dầu gội, sữa tắm và xà phòng. Hãng là công ty con của Procter & Gamble.
Về mặt lịch sử, Old Spice được công ty xà phòng William Lightfoot Schultz ra mắt lần đầu năm 1937, với tên Early Spice Old American. Hãng ban đầu nhắm tới người tiêu dùng phụ nữ, các sản phẩm dành cho nam giới vào cuối năm 1937 mới được phát hành.

## Hình ảnh

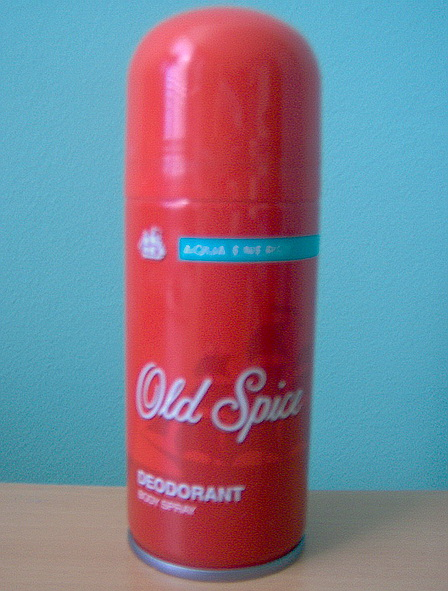
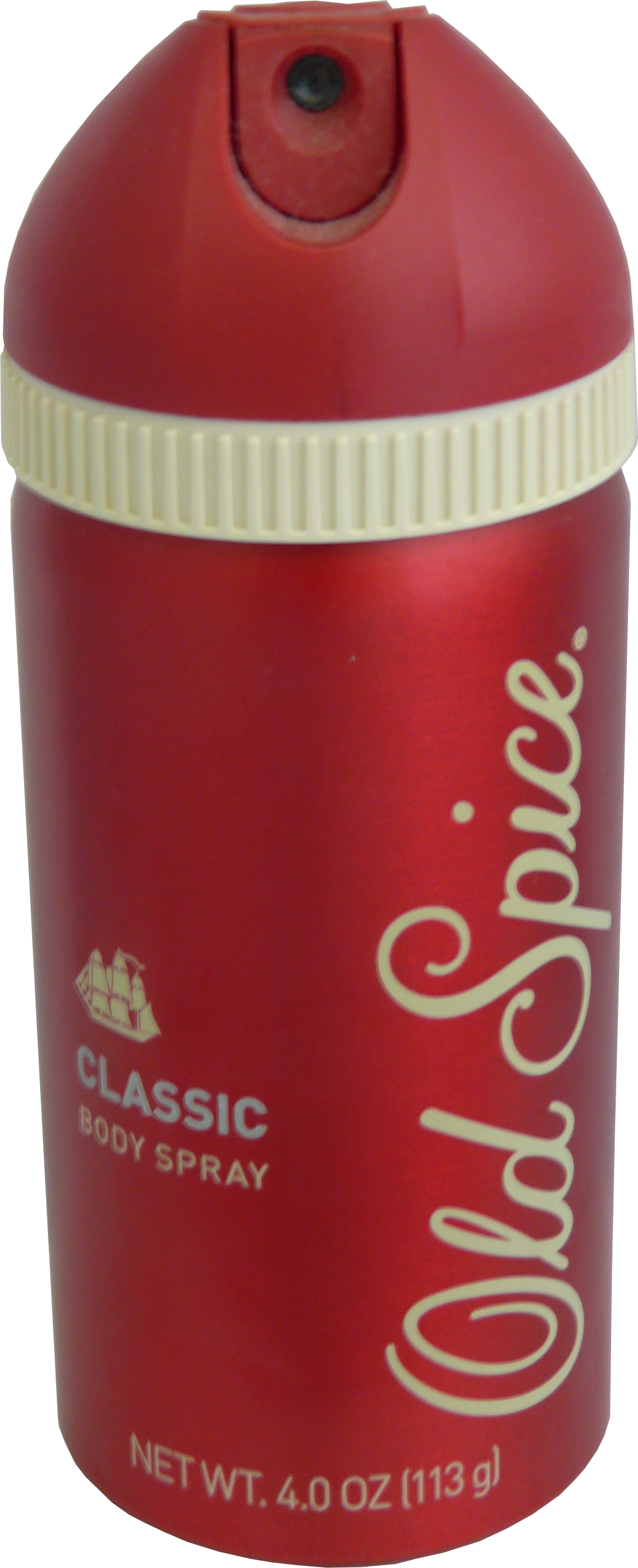